# Norvégia a 2014. évi téli olimpiai játékokon
Norvégia az oroszországi Szocsiban megrendezett 2014. évi téli olimpiai játékok egyik részt vevő nemzete volt. Az országot az olimpián 12 sportágban 134 sportoló képviselte, akik összesen 26 érmet szereztek.

## Érmesek
| Érem  | Versenyző                                                          | Sportág          | Versenyszám                  |
| ----- | ------------------------------------------------------------------ | ---------------- | ---------------------------- |
| Arany | Kjetil Jansrud                                                     | Alpesisí         | Férfi szuperóriás-műlesiklás |
| Arany | Ole Einar Bjørndalen                                               | Biatlon          | Férfi 10 km sprint           |
| Arany | Emil Hegle Svendsen                                                | Biatlon          | Férfi 15 km tömegrajtos      |
| Arany | Tora Berger Tiril Eckhoff Ole Einar Bjørndalen Emil Hegle Svendsen | Biatlon          | Vegyes váltó                 |
| Arany | Jørgen Graabak                                                     | Északi összetett | Nagysánc + 10 km             |
| Arany | Magnus Moan Håvard Klemetsen Magnus Krog Jørgen Graabak            | Északi összetett | Csapat                       |
| Arany | Ola Vigen Hattestad                                                | Sífutás          | Férfi egyéni sprint          |
| Arany | Marit Bjørgen                                                      | Sífutás          | Női 15 km                    |
| Arany | Marit Bjørgen                                                      | Sífutás          | Női 30 km                    |
| Arany | Maiken Caspersen Falla                                             | Sífutás          | Női egyéni sprint            |
| Arany | Ingvild Flugstad Østberg Marit Bjørgen                             | Sífutás          | Női csapatsprint             |
| Ezüst | Tora Berger                                                        | Biatlon          | Női 10 km üldözőverseny      |
| Ezüst | Magnus Moan                                                        | Északi összetett | Nagysánc + 10 km             |
| Ezüst | Therese Johaug                                                     | Sífutás          | Női 30 km                    |
| Ezüst | Ingvild Flugstad Østberg                                           | Sífutás          | Női egyéni sprint            |
| Ezüst | Ståle Sandbech                                                     | Snowboard        | Férfi slopestyle             |
| Bronz | Kjetil Jansrud                                                     | Alpesisí         | Férfi lesiklás               |
| Bronz | Henrik Kristoffersen                                               | Alpesisí         | Férfi műlesiklás             |
| Bronz | Tiril Eckhoff                                                      | Biatlon          | Női 12,5 km tömegrajtos      |
| Bronz | Tora Berger Fanny Horn Tiril Eckhoff Ann Kristin Flatland          | Biatlon          | Női 4 × 6 km váltó           |
| Bronz | Magnus Krog                                                        | Északi összetett | Normálsánc + 10 km           |
| Bronz | Martin Johnsrud Sundby                                             | Sífutás          | Férfi 30 km                  |
| Bronz | Therese Johaug                                                     | Sífutás          | Női 10 km                    |
| Bronz | Heidi Weng                                                         | Sífutás          | Női 15 km                    |
| Bronz | Kristin Størmer Steira                                             | Sífutás          | Női 30 km                    |
| Bronz | Anders Bardal                                                      | Síugrás          | Férfi egyéni, normálsánc     |

## Alpesisí
Férfi
| Versenyző               | Versenyszám            | 1. futam | 1. futam | 2. futam      | 2. futam      | Összesítés    | Összesítés    |
| Versenyző               | Versenyszám            | Idő      | Hely.    | Idő           | Hely.         | Idő           | Helyezés      |
| ----------------------- | ---------------------- | -------- | -------- | ------------- | ------------- | ------------- | ------------- |
| Leif Kristian Haugen    | Műlesiklás             | 48,83    | 23.      | 55,38         | 9.            | 1:44,21       | 12.           |
| Leif Kristian Haugen    | Óriás-műlesiklás       | 1:23,58  | 23.      | 1:23,57       | 3.            | 2:47,15       | 16.           |
| Kjetil Jansrud          | Lesiklás               |          |          |               |               | 2:06,33       |               |
| Kjetil Jansrud          | Óriás-műlesiklás       | 1:22,91  | 16.      | nem ért célba | nem ért célba | kiesett       | kiesett       |
| Kjetil Jansrud          | Szuperóriás-műlesiklás |          |          |               |               | 1:18,14       |               |
| Aleksander Aamodt Kilde | Lesiklás               |          |          |               |               | nem ért célba | nem ért célba |
| Aleksander Aamodt Kilde | Szuperóriás-műlesiklás |          |          |               |               | 1:19,44       | 13.           |
| Henrik Kristoffersen    | Műlesiklás             | 48,49    | 15.      | 54,18         | 3.            | 1:42,67       |               |
| Henrik Kristoffersen    | Óriás-műlesiklás       | 1:22,71  | 14.      | 1:24,08       | 11.           | 2:46,79       | 10.           |
| Sebastian Solevåg       | Műlesiklás             | 49,08    | 25.      | 55,03         | 5.            | 1:44,11       | 9.            |
| Aksel Lund Svindal      | Lesiklás               |          |          |               |               | 2:06,52       | 4.            |
| Aksel Lund Svindal      | Szuperóriás-műlesiklás |          |          |               |               | 1:18,76       | 7.            |

| Versenyző               | Versenyszám | Lesiklás | Lesiklás | Műlesiklás    | Műlesiklás    | Összesítés | Összesítés |
| Versenyző               | Versenyszám | Idő      | Hely.    | Idő           | Hely.         | Idő        | Helyezés   |
| ----------------------- | ----------- | -------- | -------- | ------------- | ------------- | ---------- | ---------- |
| Kjetil Jansrud          | Összetett   | 1:53,24  | 1.       | 53,02         | 13.           | 2:46,26    | 4.         |
| Aleksander Aamodt Kilde | Összetett   | 1:53,85  | 4.       | nem ért célba | nem ért célba | kiesett    | kiesett    |
| Aksel Lund Svindal      | Összetett   | 1:53,94  | 6.       | 52,94         | 12.           | 2:46,88    | 8.         |

Női
| Versenyző          | Versenyszám            | 1. futam      | 1. futam      | 2. futam      | 2. futam      | Összesítés | Összesítés |
| Versenyző          | Versenyszám            | Idő           | Hely.         | Idő           | Hely.         | Idő        | Helyezés   |
| ------------------ | ---------------------- | ------------- | ------------- | ------------- | ------------- | ---------- | ---------- |
| Mona Løseth        | Műlesiklás             | 56,82         | 21.           | 52,62         | 9.            | 1:49,44    | 16.        |
| Mona Løseth        | Óriás-műlesiklás       | 1:21,50       | 23.           | 1:20,62       | 28.           | 2:42,12    | 27.        |
| Nina Løseth        | Műlesiklás             | nem ért célba | nem ért célba | kiesett       | kiesett       | kiesett    | kiesett    |
| Nina Løseth        | Óriás-műlesiklás       | 1:20,78       | 18.           | 1:19,18       | 13.           | 2:39,96    | 17.        |
| Ragnhild Mowinckel | Lesiklás               |               |               |               |               | 1:44,43    | 27.        |
| Ragnhild Mowinckel | Szuperóriás-műlesiklás |               |               |               |               | 1:28,53    | 19.        |
| Ragnhild Mowinckel | Óriás-műlesiklás       | 1:21,50       | 23.           | nem ért célba | nem ért célba | kiesett    | kiesett    |
| Lotte Sejersted    | Lesiklás               |               |               |               |               | 1:42,01    | 6.         |
| Lotte Sejersted    | Szuperóriás-műlesiklás |               |               |               |               | 1:27,80    | 14.        |
| Lotte Sejersted    | Óriás-műlesiklás       | 1:22,49       | 30.           | 1:18,96       | 10.           | 2:41,45    | 23.        |

| Versenyző               | Versenyszám | Lesiklás | Lesiklás | Műlesiklás    | Műlesiklás    | Összesítés | Összesítés |
| Versenyző               | Versenyszám | Idő      | Hely.    | Idő           | Hely.         | Idő        | Helyezés   |
| ----------------------- | ----------- | -------- | -------- | ------------- | ------------- | ---------- | ---------- |
| Ragnhild Mowinckel      | Összetett   | 1:44,28  | 12.      | 51,87         | 8.            | 2:36,15    | 6.         |
| Lotte Smiseth Sejersted | Összetett   | 1:43,85  | 6.       | nem ért célba | nem ért célba | kiesett    | kiesett    |

## Biatlon
Férfi
| Versenyző                                                               | Versenyszám            | Időeredmény | Lövőhiba    | Helyezés |
| ----------------------------------------------------------------------- | ---------------------- | ----------- | ----------- | -------- |
| Ole Einar Bjørndalen                                                    | 10 km sprint           | 24:33,5     | 1 (0+1)     |          |
| Ole Einar Bjørndalen                                                    | 12,5 km üldözőverseny  | 34:14,5     | 3 (0+1+1+1) | 4.       |
| Ole Einar Bjørndalen                                                    | 15 km tömegrajtos      | 45:08,3     | 6 (2+0+0+4) | 22.      |
| Ole Einar Bjørndalen                                                    | 20 km egyéni indításos | 53:21,9     | 4 (1+1+1+1) | 34.      |
| Emil Hegle Svendsen                                                     | 10 km sprint           | 25:02,8     | 1 (0+1)     | 9.       |
| Emil Hegle Svendsen                                                     | 12,5 km üldözőverseny  | 34:28,8     | 1 (0+1+0+0) | 7.       |
| Emil Hegle Svendsen                                                     | 15 km tömegrajtos      | 42:29,1     | 0 (0+0+0+0) |          |
| Emil Hegle Svendsen                                                     | 20 km egyéni indításos | 50:30,3     | 1 (0+0+1+0) | 7.       |
| Tarjei Bø                                                               | 10 km sprint           | 26:10,1     | 3 (0+3)     | 39.      |
| Tarjei Bø                                                               | 12,5 km üldözőverseny  | 35:50,5     | 2 (0+1+0+1) | 27.      |
| Tarjei Bø                                                               | 20 km egyéni indításos | 52:41,5     | 2 (0+2+0+0) | 26.      |
| Johannes Bø                                                             | 10 km sprint           | 26:51,0     | 4 (2+2)     | 55.      |
| Johannes Bø                                                             | 12,5 km üldözőverseny  | 36:12,4     | 1 (1+0+0+0) | 32.      |
| Johannes Bø                                                             | 15 km tömegrajtos      | 43:34,2     | 1 (1+0+0+0) | 8.       |
| Johannes Bø                                                             | 20 km egyéni indításos | 51:16,5     | 1 (0+1+0+0) | 11.      |
| Tarjei Bø Johannes Thingnes Bø Ole Einar Bjørndalen Emil Hegle Svendsen | 4 × 7,5 km váltó       | 1:13:10,3   | 1+5         | 4.       |

Női
| Versenyző                                                 | Versenyszám            | Időeredmény | Lövőhiba    | Helyezés |
| --------------------------------------------------------- | ---------------------- | ----------- | ----------- | -------- |
| Tora Berger                                               | 7,5 km sprint          | 21:40,6     | 1 (1+0)     | 10.      |
| Tora Berger                                               | 10 km üldözőverseny    | 30:08,3     | 1 (0+0+0+1) |          |
| Tora Berger                                               | 12,5 km tömegrajtos    | 37:07,8     | 2 (0+1+1+0) | 14.      |
| Tora Berger                                               | 15 km egyéni indításos | 47:12,6     | 3 (1+2+0+0) | 16.      |
| Tiril Eckhoff                                             | 7,5 km sprint          | 21:51,4     | 1 (0+1)     | 18.      |
| Tiril Eckhoff                                             | 10 km üldözőverseny    | 32:12,3     | 6 (0+1+2+3) | 24.      |
| Tiril Eckhoff                                             | 12,5 km tömegrajtos    | 35:52,9     | 1 (0+1+0+0) |          |
| Tiril Eckhoff                                             | 15 km egyéni indításos | 47:20,4     | 3 (0+1+1+1) | 18.      |
| Ann Kristin Flatland                                      | 7,5 km sprint          | 22:10,6     | 1 (0+1)     | 24.      |
| Ann Kristin Flatland                                      | 10 km üldözőverseny    | 30:40,2     | 0 (0+0+0+0) | 9.       |
| Ann Kristin Flatland                                      | 12,5 km tömegrajtos    | 38:15,6     | 2 (0+1+1+0) | 24.      |
| Ann Kristin Flatland                                      | 15 km egyéni indításos | 51:00,0     | 4 (1+2+0+1) | 56.      |
| Synnøve Solemdal                                          | 7,5 km sprint          | 22:32,1     | 2 (1+1)     | 35.      |
| Synnøve Solemdal                                          | 10 km üldözőverseny    | 33:04,3     | 3 (1+0+0+2) | 36.      |
| Elise Ringen                                              | 15 km egyéni indításos | 47:54,0     | 2 (0+0+0+2) | 24.      |
| Fanny Horn Tiril Eckhoff Ann Kristin Flatland Tora Berger | 4 × 6 km váltó         | 1:10:40,1   | 0+5         |          |

Vegyes
| Versenyző                                                          | Versenyszám  | Időeredmény | Lövőhiba | Helyezés |
| ------------------------------------------------------------------ | ------------ | ----------- | -------- | -------- |
| Tora Berger Tiril Eckhoff Ole Einar Bjørndalen Emil Hegle Svendsen | Vegyes váltó | 1:09:17,0   | 0+2      |          |

## Curling

### Férfi
- Thomas Ulsrud
- Torger Nergård
- Christoffer Svae
- Håvard Vad Petersson
- Markus Høiberg

Csoportkör
| Nemzet           | Skip           | Gy | V | P+ | P- | Gy end | V end | Üres endek | Saját rabolt endek | Lökés % |
| ---------------- | -------------- | -- | - | -- | -- | ------ | ----- | ---------- | ------------------ | ------- |
| Svédország       | Niklas Edin    | 8  | 1 | 60 | 44 | 38     | 30    | 18         | 8                  | 86%     |
| Kanada           | Brad Jacobs    | 7  | 2 | 69 | 53 | 39     | 36    | 14         | 7                  | 84%     |
| Kína             | Liu Rui        | 7  | 2 | 67 | 50 | 41     | 37    | 10         | 5                  | 85%     |
| Nagy-Britannia   | David Murdoch  | 5  | 4 | 51 | 49 | 37     | 35    | 15         | 7                  | 83%     |
| Norvégia         | Thomas Ulsrud  | 5  | 4 | 52 | 56 | 36     | 34    | 18         | 5                  | 86%     |
| Dánia            | Rasmus Stjerne | 4  | 5 | 54 | 61 | 32     | 37    | 16         | 4                  | 81%     |
| Oroszország      | Andrej Drozdov | 3  | 6 | 58 | 70 | 36     | 38    | 13         | 6                  | 77%     |
| Svájc            | Sven Michel    | 3  | 6 | 47 | 46 | 31     | 34    | 22         | 7                  | 82%     |
| Egyesült Államok | John Shuster   | 2  | 7 | 47 | 58 | 30     | 39    | 14         | 7                  | 79%     |
| Németország      | John Jahr      | 1  | 8 | 53 | 74 | 38     | 39    | 10         | 8                  | 75%     |

- Nagy-Britannia és Norvégia azonos győzelem-vereség aránnyal állt 9 mérkőzés után, emiatt a továbbjutásról közöttük egy újabb mérkőzés döntött, amelyet Nagy-Britannia nyert meg.

- február 10., 19:00 (16:00)

| Sheet A                    | 1 | 2 | 3 | 4 | 5 | 6 | 7 | 8 | 9 | 10 | VE |
| Egyesült Államok (Shuster) | 0 | 1 | 0 | 2 | 0 | 0 | 0 | 1 | 0 | X  | 4  |
| Norvégia (Ulsrud)          | 2 | 0 | 3 | 0 | 0 | 1 | 1 | 0 | 0 | X  | 7  |

- február 11., 14:00 (11:00)

| Sheet D               | 1 | 2 | 3 | 4 | 5 | 6 | 7 | 8 | 9 | 10 | VE |
| Norvégia (Ulsrud)     | 2 | 1 | 0 | 2 | 0 | 2 | 0 | 2 | 0 | 0  | 9  |
| Oroszország (Drozdov) | 0 | 0 | 1 | 0 | 2 | 0 | 2 | 0 | 0 | 3  | 8  |

- február 12., 9:00 (6:00)

| Sheet B            | 1 | 2 | 3 | 4 | 5 | 6 | 7 | 8 | 9 | 10 | VE |
| Norvégia (Ulsrud)  | 2 | 0 | 0 | 0 | 2 | 0 | 1 | 0 | 0 | 3  | 8  |
| Németország (Jahr) | 0 | 0 | 1 | 0 | 0 | 2 | 0 | 0 | 2 | 0  | 5  |

- február 13., 14:00 (11:00)

| Sheet C           | 1 | 2 | 3 | 4 | 5 | 6 | 7 | 8 | 9 | 10 | VE |
| Norvégia (Ulsrud) | 0 | 0 | 1 | 0 | 0 | 0 | 2 | 0 | 0 | 1  | 4  |
| Svédország (Edin) | 0 | 1 | 0 | 2 | 1 | 0 | 0 | 1 | 0 | 0  | 5  |

- február 14., 9:00 (6:00)

| Sheet D           | 1 | 2 | 3 | 4 | 5 | 6 | 7 | 8 | 9 | 10 | VE |
| Kanada (Jacobs)   | 0 | 1 | 0 | 2 | 0 | 0 | 4 | 0 | 3 | X  | 10 |
| Norvégia (Ulsrud) | 1 | 0 | 1 | 0 | 0 | 1 | 0 | 1 | 0 | X  | 4  |

- február 14., 19:00 (16:00)

| Sheet C           | 1 | 2 | 3 | 4 | 5 | 6 | 7 | 8 | 9 | 10 | VE |
| Kína (Liu)        | 1 | 0 | 0 | 2 | 0 | 2 | 0 | 1 | 0 | 1  | 7  |
| Norvégia (Ulsrud) | 0 | 0 | 2 | 0 | 1 | 0 | 1 | 0 | 1 | 0  | 5  |

- február 16., 9:00 (6:00)

| Sheet B                  | 1 | 2 | 3 | 4 | 5 | 6 | 7 | 8 | 9 | 10 | VE |
| Nagy-Britannia (Murdoch) | 0 | 2 | 0 | 1 | 0 | 0 | 1 | 0 | 2 | 0  | 6  |
| Norvégia (Ulsrud)        | 0 | 0 | 2 | 0 | 2 | 1 | 0 | 1 | 0 | 1  | 7  |

- február 16., 19:00 (16:00)

| Sheet A           | 1 | 2 | 3 | 4 | 5 | 6 | 7 | 8 | 9 | 10 | VE |
| Norvégia (Ulsrud) | 0 | 1 | 0 | 1 | 0 | 1 | 1 | 0 | 0 | 1  | 5  |
| Svájc (Michel)    | 0 | 0 | 1 | 0 | 1 | 0 | 0 | 0 | 1 | 0  | 3  |

- február 17., 14:00 (11:00)

| Sheet D           | 1 | 2 | 3 | 4 | 5 | 6 | 7 | 8 | 9 | 10 | VE |
| Norvégia (Ulsrud) | 0 | 0 | 2 | 0 | 0 | 1 | 0 | 0 | 0 | X  | 3  |
| Dánia (Stjerne)   | 0 | 1 | 0 | 2 | 0 | 0 | 0 | 0 | 2 | X  | 5  |

Rájátszás
- február 18., 9:00 (6:00)

| Csapat                   | 1 | 2 | 3 | 4 | 5 | 6 | 7 | 8 | 9 | 10 | VE |
| Norvégia (Ulsrud)        | 1 | 0 | 1 | 0 | 2 | 0 | 0 | 0 | 1 | 0  | 5  |
| Nagy-Britannia (Murdoch) | 0 | 1 | 0 | 1 | 0 | 0 | 0 | 2 | 0 | 2  | 6  |

| Csapat   | Helyezés |
| -------- | -------- |
| Norvégia | 5.       |

## Északi összetett
| Versenyző                                               | Versenyszám        | Síugrás | Síugrás | Síugrás | Síugrás    | Sífutás | Összesítés | Összesítés |
| Versenyző                                               | Versenyszám        | Táv     | Pont    | Hely.   | Időhátrány | Idő     | Idő        | Helyezés   |
| ------------------------------------------------------- | ------------------ | ------- | ------- | ------- | ---------- | ------- | ---------- | ---------- |
| Mikko Kokslien                                          | Normálsánc + 10 km | 93,0    | 107,3   | =35.    | +1:37      | 23:19,5 | 24:56,5    | 13.        |
| Magnus Krog                                             | Normálsánc + 10 km | 97,0    | 115,8   | 20.     | +1:03      | 22:55,3 | 23:58,3    |            |
| Magnus Krog                                             | Nagysánc + 10 km   | 125,5   | 106,1   | 18.     | +1:32      | 22:32,2 | 24:04,2    | 12.        |
| Magnus Moan                                             | Normálsánc + 10 km | 99,5    | 119,4   | 15.     | +0:48      | 23:14,9 | 24:02,9    | 5.         |
| Magnus Moan                                             | Nagysánc + 10 km   | 133,0   | 117,8   | 7.      | +0:45      | 22:43,1 | 23:28,1    |            |
| Håvard Klemetsen                                        | Normálsánc + 10 km | 99,0    | 122,7   | 9.      | +0:35      | 23:53,4 | 24:28,4    | 10.        |
| Håvard Klemetsen                                        | Nagysánc + 10 km   | 137,5   | 127,0   | 2.      | +0:08      | 23:44,0 | 23:52,0    | 9.         |
| Jørgen Graabak                                          | Nagysánc + 10 km   | 132,0   | 118,4   | 6.      | +0:42      | 22:45,5 | 23:27,5    |            |
| Magnus Moan Håvard Klemetsen Magnus Krog Jørgen Graabak | Csapat             | –       | 462,8   | 3.      | +0:25      | 46:48,5 | 47:13,5    |            |

## Gyorskorcsolya
Férfi
| Versenyző                   | Versenyszám | 1. futam | 1. futam | 2. futam | 2. futam | Eredmény | Helyezés |
| Versenyző                   | Versenyszám | Idő      | Hely.    | Idő      | Hely.    | Eredmény | Helyezés |
| --------------------------- | ----------- | -------- | -------- | -------- | -------- | -------- | -------- |
| Håvard Bøkko                | 500 m       | 35,78    | 37.      | 35,53    | 26.      | 71,30    | 32.      |
| Håvard Bøkko                | 1000 m      |          |          |          |          | 1:09,98  | 19.      |
| Håvard Bøkko                | 1500 m      |          |          |          |          | 1:45,48  | 6.       |
| Håvard Bøkko                | 5000 m      |          |          |          |          | 6:22,83  | 9.       |
| Espen Aarnes Hvammen        | 500 m       | 35,20    | 16.      | 35,21    | 13.      | 70,42    | 12.      |
| Espen Aarnes Hvammen        | 1000 m      |          |          |          |          | 1:11,01  | 31.      |
| Håvard Holmefjord Lorentzen | 1000 m      |          |          |          |          | 1:09,33  | 11.      |
| Håvard Holmefjord Lorentzen | 1500 m      |          |          |          |          | 1:47,27  | 16.      |
| Sverre Lunde Pedersen       | 1500 m      |          |          |          |          | 1:45,66  | 8.       |
| Sverre Lunde Pedersen       | 5000 m      |          |          |          |          | 6:18,84  | 5.       |
| Simen Spieler Nilsen        | 1500 m      |          |          |          |          | 1:49,88  | 36.      |
| Simen Spieler Nilsen        | 5000 m      |          |          |          |          | 6:42,47  | 25.      |

Női
| Versenyző   | Versenyszám | Eredmény | Helyezés |
| ----------- | ----------- | -------- | -------- |
| Hege Bøkko  | 1500 m      | 2:02,53  | 33.      |
| Mari Hemmer | 3000 m      | 4:12,21  | 14.      |
| Mari Hemmer | 5000 m      | 7:04,45  | 7.       |
| Ida Njåtun  | 1000 m      | 1:17,15  | 17.      |
| Ida Njåtun  | 1500 m      | 1:58,21  | 12.      |
| Ida Njåtun  | 3000 m      | 4:06,73  | 6.       |

Csapatverseny
| Versenyző                                                                           | Versenyszám | Negyeddöntő                                                                                     | Negyeddöntő | Elődöntő     | Elődöntő  | Döntő | Döntő                                                                                   | Döntő     | Helyezés |
| Versenyző                                                                           | Versenyszám | Ellenfél Idő                                                                                    | Saját idő   | Ellenfél Idő | Saját idő | Típus | Ellenfél Idő                                                                            | Saját idő | Helyezés |
| ----------------------------------------------------------------------------------- | ----------- | ----------------------------------------------------------------------------------------------- | ----------- | ------------ | --------- | ----- | --------------------------------------------------------------------------------------- | --------- | -------- |
| Håvard Bøkko Håvard Holmefjord Lorentzen Sverre Lunde Pedersen Simen Spieler Nilsen | Férfi       | Lengyelország (POL) · Zbigniew Bródka · Konrad Niedźwiedzki · Jan Szymański · 3:42,78           | 3:43,19     |              |           | C     | Oroszország (RUS) · Alekszandr Rumjancev · Alekszej Jeszin · Gyenyisz Juszkov · 3:49,85 | 3:44,91   | 5.       |
| Hege Bøkko Camilla Farestveit Mari Hemmer Ida Njåtun                                | Női         | Lengyelország (POL) · Katarzyna Bachleda-Curuś · Natalia Czerwonka · Luiza Złotkowska · 3:02,12 | 3:05,13     |              |           | D     | Dél-Korea (KOR) · Kim Bo-reum · Noh Seon-yeong · Yang Shin-young · 3:11,54              | 3:08,35   | 7.       |

## Jégkorong

### Férfi
| Norvég nemzeti férfi jégkorongcsapat-játékoskeret | Norvég nemzeti férfi jégkorongcsapat-játékoskeret | Norvég nemzeti férfi jégkorongcsapat-játékoskeret | Norvég nemzeti férfi jégkorongcsapat-játékoskeret | Norvég nemzeti férfi jégkorongcsapat-játékoskeret | Norvég nemzeti férfi jégkorongcsapat-játékoskeret | Norvég nemzeti férfi jégkorongcsapat-játékoskeret |
| #                                                 | Név                                               | Poszt                                             | Magasság                                          | Súly                                              | Kor                                               | Klub                                              |
| ------------------------------------------------- | ------------------------------------------------- | ------------------------------------------------- | ------------------------------------------------- | ------------------------------------------------- | ------------------------------------------------- | ------------------------------------------------- |
| 4                                                 | Daniel Sørvik                                     | V                                                 | 183 cm                                            | 83 kg                                             | 1990. március 11. (23 évesen)                     | Vålerenga Ishockey                                |
| 6                                                 | Jonas Holøs                                       | V                                                 | 180 cm                                            | 92 kg                                             | 1987. augusztus 27. (26 évesen)                   | Lokomotyiv Jaroszlavl                             |
| 8                                                 | Mads Hansen                                       | T                                                 | 185 cm                                            | 88 kg                                             | 1978. szeptember 16. (35 évesen)                  | Storhamar Dragons                                 |
| 13                                                | Sondre Olden                                      | T                                                 | 194 cm                                            | 88 kg                                             | 1992. augusztus 29. (21 évesen)                   | Vålerenga Ishockey                                |
| 19                                                | Per-Åge Skrøder                                   | T                                                 | 180 cm                                            | 92 kg                                             | 1978. augusztus 4. (35 évesen)                    | Modo Hockey                                       |
| 20                                                | Anders Bastiansen                                 | T                                                 | 190 cm                                            | 93 kg                                             | 1980. október 31. (33 évesen)                     | Färjestads BK                                     |
| 21                                                | Morten Ask                                        | T                                                 | 185 cm                                            | 91 kg                                             | 1980. május 14. (33 évesen)                       | Vålerenga Ishockey                                |
| 22                                                | Martin Røymark                                    | T                                                 | 184 cm                                            | 86 kg                                             | 1986. november 10. (27 évesen)                    | Färjestads BK                                     |
| 23                                                | Mats Trygg                                        | V                                                 | 179 cm                                            | 85 kg                                             | 1976. június 1. (37 évesen)                       | Lørenskog IK                                      |
| 26                                                | Kristian Forsberg                                 | T                                                 | 185 cm                                            | 92 kg                                             | 1986. május 5. (27 évesen)                        | Modo Hockey                                       |
| 28                                                | Niklas Roest                                      | T                                                 | 174 cm                                            | 80 kg                                             | 1986. augusztus 3. (27 évesen)                    | BIK Karlskoga                                     |
| 29                                                | Robin Dahlstrøm                                   | T                                                 | 183 cm                                            | 94 kg                                             | 1988. január 29. (26 évesen)                      | Örebro HK                                         |
| 30                                                | Lars Haugen                                       | K                                                 | 183 cm                                            | 83 kg                                             | 1987. március 19. (26 évesen)                     | HK Dinama Minszk                                  |
| 34                                                | Lars Volden                                       | K                                                 | 191 cm                                            | 91 kg                                             | 1992. július 26. (21 évesen)                      | Espoo Blues                                       |
| 36                                                | Mats Zuccarello Aasen                             | T                                                 | 171 cm                                            | 73 kg                                             | 1987. szeptember 1. (26 évesen)                   | New York Rangers                                  |
| 39                                                | Henrik Solberg                                    | V                                                 | 191 cm                                            | 100 kg                                            | 1987. április 15. (26 évesen)                     | Stavanger Oilers                                  |
| 40                                                | Ken André Olimb                                   | T                                                 | 178 cm                                            | 80 kg                                             | 1989. január 21. (25 évesen)                      | Düsseldorfer EG                                   |
| 41                                                | Patrick Thoresen                                  | T                                                 | 180 cm                                            | 84 kg                                             | 1983. november 7. (30 évesen)                     | SZKA Szentpétervár                                |
| 42                                                | Henrik Ødegaard                                   | V                                                 | 179 cm                                            | 85 kg                                             | 1988. február 12. (26 évesen)                     | Missouri Mavericks                                |
| 43                                                | Fredrik Lystad Jacobsen                           | T                                                 | 180 cm                                            | 86 kg                                             | 1990. február 15. (23 évesen)                     | Storhamar Dragons                                 |
| 46                                                | Mathis Olimb                                      | T                                                 | 179 cm                                            | 83 kg                                             | 1986. február 1. (28 évesen)                      | Frölunda                                          |
| 47                                                | Alexander Bonsaksen                               | V                                                 | 180 cm                                            | 83 kg                                             | 1987. január 24. (27 évesen)                      | Vålerenga Ishockey                                |
| 51                                                | Mats Rosseli Olsen                                | T                                                 | 180 cm                                            | 83 kg                                             | 1991. április 29. (22 évesen)                     | Frölunda HC                                       |
| 55                                                | Ole-Kristian Tollefsen                            | V                                                 | 188 cm                                            | 95 kg                                             | 1984. június 6. (29 évesen)                       | Färjestads BK                                     |
| 70                                                | Steffen Søberg                                    | K                                                 | 180 cm                                            | 80 kg                                             | 1993. augusztus 6. (20 évesen)                    | Vålerenga Ishockey                                |
| Vezetőedző: Roy Johansen                          | Vezetőedző: Roy Johansen                          | Vezetőedző: Roy Johansen                          | Vezetőedző: Roy Johansen                          | Vezetőedző: Roy Johansen                          | 1960. április 27. (53 évesen)                     | 1960. április 27. (53 évesen)                     |

- Posztok rövidítései: K – Kapus, V – Védő, T – Támadó
- Kor: 2014. február 13-i kora

Csoportkör
B csoport
| Hely. | Csapat           | M | Gy | HGy | HV | V | G+ | G– | Gk | P | Továbbjutás |
| ----- | ---------------- | - | -- | --- | -- | - | -- | -- | -- | - | ----------- |
| 1.    | Kanada (CAN)     | 3 | 2  | 1   | 0  | 0 | 11 | 2  | +9 | 8 | Negyeddöntő |
| 2.    | Finnország (FIN) | 3 | 2  | 0   | 1  | 0 | 15 | 7  | +8 | 7 | Negyeddöntő |
| 3.    | Ausztria (AUT)   | 3 | 1  | 0   | 0  | 2 | 7  | 15 | −8 | 3 | Rájátszás   |
| 4.    | Norvégia (NOR)   | 3 | 0  | 0   | 0  | 3 | 3  | 12 | −9 | 0 | Rájátszás   |

| 2014. február 13. 21:00 (18:00) | Kanada (CAN) | 3–1 (0–0, 2–0, 1–1) | Norvégia (NOR) | Bolsoj Jégcsarnok, Szocsi Nézőszám: 10 261 |

| Jegyzőkönyv | Jegyzőkönyv | Jegyzőkönyv                          | Jegyzőkönyv | Jegyzőkönyv                                                                         |
| --- | ----------- | ------------------------------------ | ----------- | ----------------------------------------------------------------------------------- |
| | Carey Price | Kapusok                              | Lars Haugen | Játékvezetők: Mike Leggo Marcus Vinnerborg Vonalbírók: Andy McElman Chris Woodworth |
| \| S. Weber (D. Keith, P. Bergeron) (EA) – 26:20 \| 1–0 \| \| \| J. Benn (P. Bergeron, D. Doughty) – 35:19 \| 2–0 \| \| \| \| 2–1 \| 40:22 – P. Thoresen (M. Olimb) (PP1) \| \| D. Doughty (R. Getzlaf, P. Marleau) – 41:47 \| 3–1 \| \| |             |                                      |             | Játékvezetők: Mike Leggo Marcus Vinnerborg Vonalbírók: Andy McElman Chris Woodworth |
| 8 perc | Büntetések  | 6 perc                               |             | Játékvezetők: Mike Leggo Marcus Vinnerborg Vonalbírók: Andy McElman Chris Woodworth |
| 38 | Lövések     | 20                                   |             | Játékvezetők: Mike Leggo Marcus Vinnerborg Vonalbírók: Andy McElman Chris Woodworth |
| S. Weber (D. Keith, P. Bergeron) (EA) – 26:20 | 1–0         |                                      |             | Játékvezetők: Mike Leggo Marcus Vinnerborg Vonalbírók: Andy McElman Chris Woodworth |
| J. Benn (P. Bergeron, D. Doughty) – 35:19 | 2–0         |                                      |             | Játékvezetők: Mike Leggo Marcus Vinnerborg Vonalbírók: Andy McElman Chris Woodworth |
| | 2–1         | 40:22 – P. Thoresen (M. Olimb) (PP1) |             | Játékvezetők: Mike Leggo Marcus Vinnerborg Vonalbírók: Andy McElman Chris Woodworth |
| D. Doughty (R. Getzlaf, P. Marleau) – 41:47 | 3–1         |                                      |             |                                                                                     |

| 2014. február 14. 21:00 (18:00) | Norvégia (NOR) | 1–6 (0–3, 0–2, 1–1) | Finnország (FIN) | Sajba Aréna, Szocsi Nézőszám: 3018 |

| Jegyzőkönyv | Jegyzőkönyv             | Jegyzőkönyv                                   | Jegyzőkönyv   | Jegyzőkönyv                                                                          |
| --- | ----------------------- | --------------------------------------------- | ------------- | ------------------------------------------------------------------------------------ |
| | Lars Haugen Lars Volden | Kapusok                                       | Kari Lehtonen | Játékvezetők: Lars Brüggemann Kelly Sutherland Vonalbírók: Derek Amell Chris Carlson |
| \| \| 0–1 \| 05:46 – T. Selänne (S. Vatanen, K. Lehtonen) \| \| \| 0–2 \| 06:51 – L. Korpikoski (O. Jokinen, O. Määttä) \| \| \| 0–3 \| 17:21 – J. Lehterä \| \| \| 0–4 \| 28:03 – L. Korpikoski (O. Määttä, T. Ruutu) \| \| \| 0–5 \| 31:26 – O. Jokinen (S. Salo, T. Ruutu) \| \| P. Skrøder (M. Olimb, J. Holoes) (PP2) – 41:01 \| 1–5 \| \| \| \| 1–6 \| 57:41 – O. Määttä (P. Kontiola, K. Lehtonen) \| |                         |                                               |               | Játékvezetők: Lars Brüggemann Kelly Sutherland Vonalbírók: Derek Amell Chris Carlson |
| 6 perc | Büntetések              | 6 perc                                        |               | Játékvezetők: Lars Brüggemann Kelly Sutherland Vonalbírók: Derek Amell Chris Carlson |
| 21 | Lövések                 | 39                                            |               | Játékvezetők: Lars Brüggemann Kelly Sutherland Vonalbírók: Derek Amell Chris Carlson |
| | 0–1                     | 05:46 – T. Selänne (S. Vatanen, K. Lehtonen)  |               | Játékvezetők: Lars Brüggemann Kelly Sutherland Vonalbírók: Derek Amell Chris Carlson |
| | 0–2                     | 06:51 – L. Korpikoski (O. Jokinen, O. Määttä) |               | Játékvezetők: Lars Brüggemann Kelly Sutherland Vonalbírók: Derek Amell Chris Carlson |
| | 0–3                     | 17:21 – J. Lehterä                            |               | Játékvezetők: Lars Brüggemann Kelly Sutherland Vonalbírók: Derek Amell Chris Carlson |
| | 0–4                     | 28:03 – L. Korpikoski (O. Määttä, T. Ruutu)   |               |                                                                                      |
| | 0–5                     | 31:26 – O. Jokinen (S. Salo, T. Ruutu)        |               |                                                                                      |
| P. Skrøder (M. Olimb, J. Holoes) (PP2) – 41:01 | 1–5                     |                                               |               |                                                                                      |
| | 1–6                     | 57:41 – O. Määttä (P. Kontiola, K. Lehtonen)  |               |                                                                                      |

| 2014. február 16. 12:00 (9:00) | Ausztria (AUT) | 3–1 (2–0, 0–1, 1–0) | Norvégia (NOR) | Bolsoj Jégcsarnok, Szocsi Nézőszám: 6882 |

| Jegyzőkönyv | Jegyzőkönyv   | Jegyzőkönyv                        | Jegyzőkönyv | Jegyzőkönyv                                                                        |
| --- | ------------- | ---------------------------------- | ----------- | ---------------------------------------------------------------------------------- |
| | Mathias Lange | Kapusok                            | Lars Haugen | Játékvezetők: Vladimír Šindler Ian Walsh Vonalbírók: Lonnie Cameron Andre Schrader |
| \| M. Grabner (T. Pöck, R. Lukas) – 04:27 \| 1–0 \| \| \| T. Raffl (M. Grabner) (PP1) – 06:52 \| 2–0 \| \| \| \| 2–1 \| 28:05 – P-Å. Skrøder (P. Thoresen) \| \| M. Grabner (D. Welser) – 58:23 \| 3–1 \| \| |               |                                    |             | Játékvezetők: Vladimír Šindler Ian Walsh Vonalbírók: Lonnie Cameron Andre Schrader |
| 12 perc | Büntetések    | 8 perc                             |             | Játékvezetők: Vladimír Šindler Ian Walsh Vonalbírók: Lonnie Cameron Andre Schrader |
| 27 | Lövések       | 35                                 |             | Játékvezetők: Vladimír Šindler Ian Walsh Vonalbírók: Lonnie Cameron Andre Schrader |
| M. Grabner (T. Pöck, R. Lukas) – 04:27 | 1–0           |                                    |             | Játékvezetők: Vladimír Šindler Ian Walsh Vonalbírók: Lonnie Cameron Andre Schrader |
| T. Raffl (M. Grabner) (PP1) – 06:52 | 2–0           |                                    |             | Játékvezetők: Vladimír Šindler Ian Walsh Vonalbírók: Lonnie Cameron Andre Schrader |
| | 2–1           | 28:05 – P-Å. Skrøder (P. Thoresen) |             | Játékvezetők: Vladimír Šindler Ian Walsh Vonalbírók: Lonnie Cameron Andre Schrader |
| M. Grabner (D. Welser) – 58:23 | 3–1           |                                    |             |                                                                                    |

Rájátszás a negyeddöntőbe jutásért
| 2014. február 18. 16:30 (13:30) | Oroszország (RUS) | 4–0 (0–0, 2–0, 2–0) | Norvégia (NOR) | Bolsoj Jégcsarnok, Szocsi Nézőszám: 11 423 |

| Jegyzőkönyv | Jegyzőkönyv         | Jegyzőkönyv | Jegyzőkönyv | Jegyzőkönyv                                                                            |
| --- | ------------------- | ----------- | ----------- | -------------------------------------------------------------------------------------- |
| | Szergej Bobrovszkij | Kapusok     | Lars Haugen | Játékvezetők: Daniel Piechaczek Kevin Pollock Vonalbírók: Andy McElman Miroslav Valach |
| \| A. Radulov (P. Dacjuk) – 24:12 \| 1–0 \| \| \| I. Kovalcsuk (A. Radulov, P. Dacjuk) – 37:11 \| 2–0 \| \| \| A. Radulov (P. Dacjuk) (EN) – 58:53 \| 3–0 \| \| \| A. Tyerescsenko (V. Tyihonov, V. Taraszenko) – 59:20 \| 4–0 \| \| |                     |             |             | Játékvezetők: Daniel Piechaczek Kevin Pollock Vonalbírók: Andy McElman Miroslav Valach |
| 2 perc | Büntetések          | 6 perc      |             | Játékvezetők: Daniel Piechaczek Kevin Pollock Vonalbírók: Andy McElman Miroslav Valach |
| 31 | Lövések             | 22          |             | Játékvezetők: Daniel Piechaczek Kevin Pollock Vonalbírók: Andy McElman Miroslav Valach |
| A. Radulov (P. Dacjuk) – 24:12 | 1–0                 |             |             | Játékvezetők: Daniel Piechaczek Kevin Pollock Vonalbírók: Andy McElman Miroslav Valach |
| I. Kovalcsuk (A. Radulov, P. Dacjuk) – 37:11 | 2–0                 |             |             | Játékvezetők: Daniel Piechaczek Kevin Pollock Vonalbírók: Andy McElman Miroslav Valach |
| A. Radulov (P. Dacjuk) (EN) – 58:53 | 3–0                 |             |             | Játékvezetők: Daniel Piechaczek Kevin Pollock Vonalbírók: Andy McElman Miroslav Valach |
| A. Tyerescsenko (V. Tyihonov, V. Taraszenko) – 59:20 | 4–0                 |             |             |                                                                                        |

| Csapat         | Helyezés |
| -------------- | -------- |
| Norvégia (NOR) | 12.      |

## Műkorcsolya
| Versenyző         | Versenyszám | Rövid program | Rövid program | Kűr   | Kűr   | Összesítés | Összesítés |
| Versenyző         | Versenyszám | Pont          | Hely.         | Pont  | Hely. | Pont       | Helyezés   |
| ----------------- | ----------- | ------------- | ------------- | ----- | ----- | ---------- | ---------- |
| Anne Line Gjersem | Női egyéni  | 48,56         | 24.           | 85,98 | 22.   | 134,54     | 23.        |

## Síakrobatika
Akrobatika
| Versenyző           | Versenyszám      | Selejtező | Selejtező | Selejtező | Döntő    | Döntő    | Döntő    |
| Versenyző           | Versenyszám      | 1. futam  | 2. futam  | Hely.     | 1. futam | 2. futam | Helyezés |
| ------------------- | ---------------- | --------- | --------- | --------- | -------- | -------- | -------- |
| Jon Anders Lindstad | Férfi félcső     | 30,80     | 69,00     | 13.       | kiesett  | kiesett  | kiesett  |
| Aleksander Aurdal   | Férfi slopestyle | 67,00     | 83,80     | 9.        | 70,00    | 81,80    | 7.       |
| Øystein Bråten      | Férfi slopestyle | 79,20     | 84,20     | 8.        | 66,40    | 65,80    | 10.      |
| Andreas Håtveit     | Férfi slopestyle | 88,00     | 87,40     | 2.        | 89,60    | 91,80    | 4.       |
| Per Kristian Hunder | Férfi slopestyle | 15,60     | 75,40     | 17.       | kiesett  | kiesett  | kiesett  |

Mogul
| Versenyző     | Versenyszám | Selejtező     | Selejtező     | Selejtező     | Selejtező | Selejtező | Selejtező | Döntő    | Döntő    | Döntő    | Döntő    | Döntő    | Döntő    | Döntő    | Döntő    | Helyezés |
| Versenyző     | Versenyszám | 1. futam      | 1. futam      | 1. futam      | 2. futam  | 2. futam  | 2. futam  | 1. futam | 1. futam | 1. futam | 2. futam | 2. futam | 2. futam | 3. futam | 3. futam | Helyezés |
| Versenyző     | Versenyszám | Idő           | Pont          | Hely.         | Idő       | Pont      | Hely.     | Idő      | Pont     | Hely.    | Idő      | Pont     | Hely.    | Idő      | Pont     | Helyezés |
| ------------- | ----------- | ------------- | ------------- | ------------- | --------- | --------- | --------- | -------- | -------- | -------- | -------- | -------- | -------- | -------- | -------- | -------- |
| Hedvig Wessel | Női         | nem ért célba | nem ért célba | nem ért célba | 36,47     | 6,21      | 16.       | kiesett  | kiesett  | kiesett  | kiesett  | kiesett  | kiesett  | kiesett  | kiesett  | 26.      |

Krossz
| Versenyző           | Versenyszám | Selejtező | Selejtező | Nyolcaddöntő       | Negyeddöntő | Elődöntő | Döntő    | Helyezés |
| Versenyző           | Versenyszám | Idő       | Hely.     | Helyezés           | Helyezés    | Helyezés | Helyezés | Helyezés |
| ------------------- | ----------- | --------- | --------- | ------------------ | ----------- | -------- | -------- | -------- |
| Didrik Bastian Juel | Férfi       | 1:18,03   | 18.       | 1.                 | 4.          | kiesett  | kiesett  | 15.      |
| Thomas Borge Lie    | Férfi       | 1:18,69   | 25.       | 4. (nem ért célba) | kiesett     | kiesett  | kiesett  | 30.      |
| Christian Mithassel | Férfi       | 1:18,40   | 23.       | 4. (nem ért célba) | kiesett     | kiesett  | kiesett  | 27.      |
| Marte Høie Gjefsen  | Női         | 1:22,33   | 5.        | 3.                 | kiesett     | kiesett  | kiesett  | 17.      |

## Sífutás
Férfi
| Versenyző                                                           | Versenyszám     | Selejtező | Selejtező | Negyeddöntő | Negyeddöntő | Elődöntő | Elődöntő | Döntő     | Döntő    |
| Versenyző                                                           | Versenyszám     | Idő       | Hely.     | Idő         | Hely.       | Idő      | Hely.    | Idő       | Helyezés |
| ------------------------------------------------------------------- | --------------- | --------- | --------- | ----------- | ----------- | -------- | -------- | --------- | -------- |
| Chris Jespersen                                                     | 15 km           |           |           |             |             |          |          | 39:30,6   | 6.       |
| Chris Jespersen                                                     | 50 km           |           |           |             |             |          |          | 1:49:21,3 | 32.      |
| Eldar Rønning                                                       | 15 km           |           |           |             |             |          |          | 40:02,8   | 12.      |
| Didrik Tønseth                                                      | 15 km           |           |           |             |             |          |          | 40:14,5   | 18.      |
| Martin Johnsrud Sundby                                              | 15 km           |           |           |             |             |          |          | 40:07,4   | 13.      |
| Martin Johnsrud Sundby                                              | 30 km           |           |           |             |             |          |          | 1:08:16,8 |          |
| Martin Johnsrud Sundby                                              | 50 km           |           |           |             |             |          |          | 1:46:56,2 | 4.       |
| Sjur Røthe                                                          | 30 km           |           |           |             |             |          |          | 1:10:02,5 | 20.      |
| Tord Asle Gjerdalen                                                 | 30 km           |           |           |             |             |          |          | 1:10:06,7 | 21.      |
| Tord Asle Gjerdalen                                                 | 50 km           |           |           |             |             |          |          | 1:47:43,5 | 21.      |
| Petter Northug                                                      | 30 km           |           |           |             |             |          |          | 1:09:39,6 | 17.      |
| Petter Northug                                                      | 50 km           |           |           |             |             |          |          | 1:47:39,7 | 18.      |
| Petter Northug                                                      | Sprint          | 3:35,44   | 16.       | 3:36,70     | 4.          | 3:54,28  | 5.       | kiesett   | 10.      |
| Ola Vigen Hattestad                                                 | Sprint          | 3:28,35   | 1.        | 3:37,99     | 1.          | 3:36,33  | 1.       | 3:38,39   |          |
| Anders Gløersen                                                     | Sprint          | 3:30,41   | 4.        | 3:36,28     | 1.          | 3:36,95  | 3.       | 4:02,05   | 4.       |
| Eirik Brandsdal                                                     | Sprint          | 3:32,53   | 7.        | 3:36,59     | 2.          | 3:37,09  | 5.       | kiesett   | 9.       |
| Ola Vigen Hattestad Petter Northug                                  | Csapatsprint    |           |           |             |             | 23:43,63 | 4.       | 23:33,55  | 4.       |
| Eldar Rønning Chris Jespersen Martin Johnsrud Sundby Petter Northug | 4 × 10 km váltó |           |           |             |             |          |          | 1:29:51,7 | 4.       |

Női
| Versenyző                                                          | Versenyszám    | Selejtező | Selejtező | Negyeddöntő | Negyeddöntő | Elődöntő | Elődöntő | Döntő     | Döntő    |
| Versenyző                                                          | Versenyszám    | Idő       | Hely.     | Idő         | Hely.       | Idő      | Hely.    | Idő       | Helyezés |
| ------------------------------------------------------------------ | -------------- | --------- | --------- | ----------- | ----------- | -------- | -------- | --------- | -------- |
| Marit Bjørgen                                                      | 10 km          |           |           |             |             |          |          | 28:51,2   | 5.       |
| Marit Bjørgen                                                      | 15 km          |           |           |             |             |          |          | 38:33,6   |          |
| Marit Bjørgen                                                      | 30 km          |           |           |             |             |          |          | 1:11:05,2 |          |
| Marit Bjørgen                                                      | Sprint         | 2:33,17   | 3.        | 2:35,42     | 2.          | 2:52,27  | 6.       | kiesett   | 11.      |
| Therese Johaug                                                     | 10 km          |           |           |             |             |          |          | 28:46,1   |          |
| Therese Johaug                                                     | 15 km          |           |           |             |             |          |          | 38:48,2   | 4.       |
| Therese Johaug                                                     | 30 km          |           |           |             |             |          |          | 1:11:07,8 |          |
| Kristin Størmer Steira                                             | 15 km          |           |           |             |             |          |          | 40:35,5   | 23.      |
| Kristin Størmer Steira                                             | 30 km          |           |           |             |             |          |          | 1:11:28,8 |          |
| Heidi Weng                                                         | 10 km          |           |           |             |             |          |          | 29:28,2   | 9.       |
| Heidi Weng                                                         | 15 km          |           |           |             |             |          |          | 38:46,8   |          |
| Heidi Weng                                                         | 30 km          |           |           |             |             |          |          | 1:13:46,1 | 19.      |
| Astrid Uhrenholdt Jacobsen                                         | 10 km          |           |           |             |             |          |          | 30:01,6   | 19.      |
| Astrid Uhrenholdt Jacobsen                                         | Sprint         | 2:35,00   | 7.        | 2:37,01     | 1.          | 2:36,32  | 4.       | 2:37,31   | 4.       |
| Maiken Caspersen Falla                                             | Sprint         | 2:32,07   | 1.        | 2:33,23     | 1.          | 2:35,80  | 1.       | 2:35,49   |          |
| Ingvild Flugstad Østberg                                           | Sprint         | 2:34,18   | 6.        | 2:36,62     | 1.          | 2:36,66  | 1.       | 2:35,87   |          |
| Ingvild Flugstad Østberg Marit Bjørgen                             | Csapatsprint   |           |           |             |             | 16:43,45 | 2.       | 16:04,05  |          |
| Heidi Weng Therese Johaug Astrid Uhrenholdt Jacobsen Marit Bjørgen | 4 × 5 km váltó |           |           |             |             |          |          | 53:56,3   | 5.       |

## Síugrás
Férfi
| Versenyző                                                | Versenyszám | Selejtező | Selejtező | Selejtező | 1. ugrás | 1. ugrás | 1. ugrás | 2. ugrás | 2. ugrás | 2. ugrás | Összesítés | Összesítés |
| Versenyző                                                | Versenyszám | Táv       | Pont      | Hely.     | Táv      | Pont     | Hely.    | Táv      | Pont     | Hely.    | Pont       | Helyezés   |
| -------------------------------------------------------- | ----------- | --------- | --------- | --------- | -------- | -------- | -------- | -------- | -------- | -------- | ---------- | ---------- |
| Anders Bardal                                            | Normálsánc  | kiemelt   | kiemelt   | kiemelt   | 101,5    | 135,8    | 2.       | 98,5     | 128,3    | 5.       | 264,1      |            |
| Anders Bardal                                            | Nagysánc    | kiemelt   | kiemelt   | kiemelt   | 127,5    | 120,7    | 18.      | 127,5    | 125,8    | 11.      | 246,5      | 16.        |
| Anders Fannemel                                          | Normálsánc  | 100,0     | 124,6     | 4.        | 98,0     | 123,7    | 20.      | 98,5     | 125,4    | 10.      | 249,1      | 15.        |
| Anders Fannemel                                          | Nagysánc    | 121,5     | 107,9     | 15.       | 132,0    | 129,5    | 7.       | 132,0    | 134,8    | 5.       | 264,3      | 5.         |
| Anders Jacobsen                                          | Normálsánc  | 95,0      | 115,9     | 12.       | 97,5     | 119,3    | 28.      | 93,5     | 115,0    | 26.      | 234,3      | 27.        |
| Anders Jacobsen                                          | Nagysánc    | 119,5     | 103,0     | 25.       | 122,5    | 107,6    | 38.      | kiesett  | kiesett  | kiesett  | kiesett    | kiesett    |
| Rune Velta                                               | Normálsánc  | 95,5      | 115,1     | 15.       | 97,5     | 122,8    | 23.      | 96,5     | 118,6    | 21.      | 241,4      | 22.        |
| Rune Velta                                               | Nagysánc    | 123,0     | 106,4     | 17.       | 126,5    | 121,9    | 17.      | 123,5    | 116,8    | 26.      | 238,7      | 24.        |
| Anders Bardal Anders Fannemel Anders Jacobsen Rune Velta | Csapat      |           |           |           | 511,0    | 486,0    | 6.       | 522,0    | 504,7    | 6.       | 990,7      | 6.         |

Női
| Versenyző           | Versenyszám | 1. ugrás | 1. ugrás | 1. ugrás | 2. ugrás | 2. ugrás | 2. ugrás | Összesítés | Összesítés |
| Versenyző           | Versenyszám | Táv      | Pont     | Hely.    | Táv      | Pont     | Hely.    | Pont       | Helyezés   |
| ------------------- | ----------- | -------- | -------- | -------- | -------- | -------- | -------- | ---------- | ---------- |
| Gyda Enger          | Normálsánc  | 93,0     | 105,8    | 23.      | 91,5     | 103,9    | 25.      | 209,7      | 24.        |
| Line Jahr           | Normálsánc  | 97,5     | 117,7    | 9.       | 98,5     | 116,9    | 11.      | 234,6      | 9.         |
| Maren Lundby        | Normálsánc  | 97,0     | 115,5    | 13.      | 100,0    | 120,0    | 6.       | 235,5      | 8.         |
| Helena Olsson Smeby | Normálsánc  | 98,5     | 115,0    | 15.      | 98,0     | 113,3    | 13.      | 228,3      | 14.        |

## Snowboard
Parallel
| Versenyző            | Versenyszám               | Selejtező | Selejtező | Nyolcaddöntő      | Negyeddöntő       | Elődöntő          | Döntő             | Helyezés |
| Versenyző            | Versenyszám               | Idő       | Hely.     | Ellenfél Eredmény | Ellenfél Eredmény | Ellenfél Eredmény | Ellenfél Eredmény | Helyezés |
| -------------------- | ------------------------- | --------- | --------- | ----------------- | ----------------- | ----------------- | ----------------- | -------- |
| Hilde-Katrine Engeli | Női parallel slalom       | 1:06,29   | 28.       | kiesett           | kiesett           | kiesett           | kiesett           | 28.      |
| Hilde-Katrine Engeli | Női parallel giant slalom | 1:52,29   | 19.       | kiesett           | kiesett           | kiesett           | kiesett           | 19.      |

Akrobatika
| Versenyző            | Versenyszám      | Selejtező | Selejtező | Selejtező | Elődöntő   | Elődöntő   | Elődöntő   | Döntő    | Döntő    | Helyezés |
| Versenyző            | Versenyszám      | 1. futam  | 2. futam  | Hely.     | 1. futam   | 2. futam   | Hely.      | 1. futam | 2. futam | Helyezés |
| -------------------- | ---------------- | --------- | --------- | --------- | ---------- | ---------- | ---------- | -------- | -------- | -------- |
| Gjermund Bråten      | Férfi slopestyle | 12,75     | 91,25     | 4. D      |            |            |            | 24,75    | 20,50    | 12.      |
| Ståle Sandbech       | Férfi slopestyle | 45,25     | 94,50     | 1. D      |            |            |            | 27,00    | 91,75    |          |
| Emil André Ulsletten | Férfi slopestyle | 27,25     | 79,75     | 8.        | 22,50      | 56,75      | 13.        | kiesett  | kiesett  | 21.      |
| Torgeir Bergrem      | Férfi slopestyle | 25,00     | 24,75     | 15.       | 37,50      | 26,75      | 16.        | kiesett  | kiesett  | 24.      |
| Kjersti Buaas        | Női slopestyle   | 12,50     | 17,75     | 12.       | nem indult | nem indult | nem indult | kiesett  | kiesett  | 21.      |
| Silje Norendal       | Női slopestyle   | 31,00     | 39,00     | 8.        | 16,75      | 78,75      | 4.         | 49,50    | 32,00    | 11.      |

Snowboard cross
| Versenyző       | Versenyszám | Selejtező     | Selejtező | Nyolcaddöntő | Negyeddöntő | Elődöntő | Döntő    | Helyezés |
| Versenyző       | Versenyszám | Idő           | Hely.     | Helyezés     | Helyezés    | Helyezés | Helyezés | Helyezés |
| --------------- | ----------- | ------------- | --------- | ------------ | ----------- | -------- | -------- | -------- |
| Stian Sivertzen | Férfi       | törölve       | törölve   | 3.           | 3.          | 2.       | 5.       | 5.       |
| Helene Olafsen  | Női         | nem ért célba | 23.       |              | nem indult  | kiesett  | kiesett  | 23.      |

## Szánkó
| Versenyző            | Versenyszám | 1. futam | 1. futam | 2. futam | 2. futam | 3. futam | 3. futam | 4. futam | 4. futam | Összesítés | Összesítés |
| Versenyző            | Versenyszám | Idő      | Hely.    | Idő      | Hely.    | Idő      | Hely.    | Idő      | Hely.    | Idő        | Helyezés   |
| -------------------- | ----------- | -------- | -------- | -------- | -------- | -------- | -------- | -------- | -------- | ---------- | ---------- |
| Jo Alexander Koppang | Férfi egyes | 53,028   | 19.      | 52,894   | 18.      | 57,080   | 39.      | 52,790   | 27.      | 3:35,792   | 34.        |
| Thor Haug Norbech    | Férfi egyes | 53,014   | 18.      | 52,859   | 15.      | 52,345   | 15.      | 52,347   | 16.      | 3:30,565   | 17.        |
| Tonnes Stang Rolfsen | Férfi egyes | 53,043   | 20.      | 52,938   | 22.      | 52,463   | 19.      | 52,466   | 18.      | 3:30,910   | 18.        |